# Cessy
Cessy és un municipi francès situat al departament de l'Ain i a la regió d'Alvèrnia-Roine-Alps. L'any 2007 tenia 3.368 habitants.

## Demografia

### Població
El 2007 la població de fet de Cessy era de 3.368 persones. Hi havia 1.228 famílies de les quals 268 eren unipersonals (92 homes vivint sols i 176 dones vivint soles), 300 parelles sense fills, 580 parelles amb fills i 80 famílies monoparentals amb fills.
La població ha evolucionat segons el següent gràfic:
Habitants censats

### Habitatges
El 2007 hi havia 1.354 habitatges, 1.248 eren l'habitatge principal de la família, 54 eren segones residències i 52 estaven desocupats. 980 eren cases i 366 eren apartaments. Dels 1.248 habitatges principals, 866 estaven ocupats pels seus propietaris, 360 estaven llogats i ocupats pels llogaters i 22 estaven cedits a títol gratuït; 26 tenien una cambra, 93 en tenien dues, 165 en tenien tres, 246 en tenien quatre i 718 en tenien cinc o més. 1.149 habitatges disposaven pel capbaix d'una plaça de pàrquing. A 425 habitatges hi havia un automòbil i a 792 n'hi havia dos o més.

### Piràmide de població
La piràmide de població per edats i sexe el 2009 era:
| Homes | Edats   | Dones |
| ----- | ------- | ----- |
| 0     | 95 o +  | 1     |
| 4     | 90 a 94 | 4     |
| 8     | 85 a 89 | 10    |
| 7     | 80 a 84 | 13    |
| 2     | 75 a 79 | 12    |
| 19    | 70 a 74 | 8     |
| 26    | 65 a 69 | 26    |
| 47    | 60 a 64 | 39    |
| 68    | 55 a 59 | 68    |
| 96    | 50 a 54 | 135   |
| 110   | 45 a 49 | 110   |
| 117   | 40 a 44 | 100   |
| 101   | 35 a 39 | 124   |
| 97    | 30 a 34 | 103   |
| 76    | 25 a 29 | 45    |
| 63    | 20 a 24 | 39    |
| 75    | 15 a 19 | 81    |
| 83    | 10 a 14 | 126   |
| 91    | 5 a 9   | 80    |
| 73    | 0 a 4   | 53    |

## Economia
El 2007 la població en edat de treballar era de 2.268 persones, 1.724 eren actives i 544 eren inactives. De les 1.724 persones actives 1.640 estaven ocupades (881 homes i 759 dones) i 84 estaven aturades (40 homes i 44 dones). De les 544 persones inactives 111 estaven jubilades, 205 estaven estudiant i 228 estaven classificades com a «altres inactius».

### Ingressos
El 2009 a Cessy hi havia 1.310 unitats fiscals que integraven 3.470,5 persones, la mediana anual d'ingressos fiscals per persona era de 27.345 €.

### Activitats econòmiques
Dels 134 establiments que hi havia el 2007, 2 eren d'empreses extractives, 1 d'una empresa alimentària, 1 d'una empresa de fabricació de material elèctric, 7 d'empreses de fabricació d'altres productes industrials, 27 d'empreses de construcció, 47 d'empreses de comerç i reparació d'automòbils, 6 d'empreses de transport, 4 d'empreses d'hostatgeria i restauració, 1 d'una empresa d'informació i comunicació, 6 d'empreses financeres, 5 d'empreses immobiliàries, 10 d'empreses de serveis, 12 d'entitats de l'administració pública i 5 d'empreses classificades com a «altres activitats de serveis».
Dels 39 establiments de servei als particulars que hi havia el 2009, 13 eren tallers de reparació d'automòbils i de material agrícola, 1 taller d'inspecció tècnica de vehicles, 4 paletes, 3 guixaires pintors, 5 fusteries, 3 lampisteries, 1 empresa de construcció, 4 perruqueries, 4 restaurants i 1 saló de bellesa.
Dels 18 establiments comercials que hi havia el 2009, 2 eren grans superfícies de material de bricolatge, 1 una botiga de més de 120 m², 1 una botiga de menys de 120 m², 2 llibreries, 3 botigues d'equipament de la llar, 1 una sabateria, 6 botigues de mobles i 2 floristeries.
L'any 2000 a Cessy hi havia 9 explotacions agrícoles que ocupaven un total de 522 hectàrees.

## Equipaments sanitaris i escolars
L'únic equipament sanitari que hi havia el 2009 era una farmàcia.
El 2009 hi havia 1 escola maternal i 1 escola elemental. Cessy disposava d'un liceu d'ensenyament general amb 438 alumnes.

## Poblacions més properes
El següent diagrama mostra les poblacions més properes.